# Chakak Arab
Chakak Arab (perski: خاكك عرب) – miejscowość w południowym Iranie, w ostanie Fars.
W 2006 roku miejscowość liczyła 1474 mieszkańców w 232 rodzinach.